# 470

## Догађаји
- Википедија:Непознат датум — Источни Готи протерали Сармате из Сингидунум (стари назив Београда).

- Цар Антемије апелује на Британце за војну помоћ против Визигота. Бретонске снаге (12.000 људи) под келтским вођом Риотамусом искрцавају се у Галији, али су поражене од краља Еурика. Он проширује Визиготско краљевство даље на север, вероватно све до реке Соме.
- Базилика Светог стефана Ротондо у Риму је освећена.
- Одоакар постаје вођа германских племена у северној Италији.
- Мамертус, епископ Виене, уводи дане Рогације (тродневна процесија која укључује молитву за призивање Божје милости).

### Јануар
- 18. јануар — Малолетни Лав II ступио на источноримски (византијски) престо.

## Смрти
- Аксентије Витинијски
- Аполинарија Девица